# Las Gabias
Las Gabias est une municipalité située dans la comarque de Vega de Granada de la province de Grenade en Andalousie en Espagne.

## Géographie

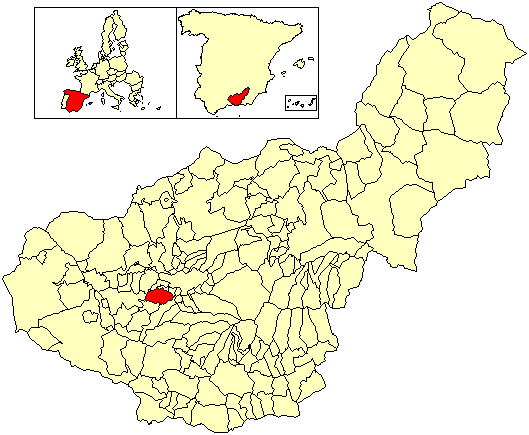
Situation de Las Gabias

La commune est située à 8 km de Grenade. Cette localité, et les municipalités de Vegas del Genil, Cúllar Vega, Churriana de la Vega, Alhendín, La Malahá, Chimeneas et Santa Fe constituent la comarque de Vega de Granada.